# Albéric Bourgeois
Álberic Bourgeois (Montreal, 29 de noviembre de 1876 - 11 de noviembre de 1962) fue un historietista canadiense.

## Biografía
Estudió Bellas artes en Montreal hasta 1899 y continuó en Boston donde luego consiguió un trabajo en el periódico Boston Post. Continuó en el diario La Patrie cuando regresó a Montreal en 1903. Lo hizo con caricaturas políticas así como con la tira cómica Les Aventures de Timothée, que puede haber sido la primera tira de prensa permanente de la provincia de Quebec. Duró hasta los años 30.Timothée era un dandi quien le encantaba la popularidad .El cómic tuvo un lapso durante la gran guerra. Se  reeditó en 1920-1926 por A.Lemay , su última aparición fue en los30 por A. Lemay
.

Más tarde, pasó 25 años como dibujante de La Presse, donde creó un buen número de series incluyendo Les Aventures de Toinon, (de 1905 a 1908) y Les Fables du Parc Lafontaine, de 1906 a 1908. 
En febrero de 1905 se hizo cargo de Le Père Ladébauche. Esta fue la tira cómica más famosa de Quebec en el momento con la cual siguió hasta su jubilación en 1957.